# Sizzano
Sizzano (piemontiul: Sceun) település Olaszországban, Piemont régióban, Novara megyében. Lakosainak száma 1364 fő (2023. január 1.). Sizzano Carpignano Sesia, Cavaglio d’Agogna, Fara Novarese és Ghemme községekkel határos.

## Népesség
A település lakossága az elmúlt években az alábbi módon változott:
| Lakosok száma | 1474 | 1444 | 1364 |
|               | 2017 | 2018 | 2023 |